# Mongolia na Mistrzostwach Świata w Lekkoatletyce 2022
Mongolia na Mistrzostwach Świata w Lekkoatletyce 2022 – reprezentacja Mongolii podczas mistrzostw świata w Eugene liczyła czterech zawodników.

## Skład reprezentacji

### Mężczyźni
| Zawodnik                    | Konkurencja | Finał   | Finał   | Źródło |
| Zawodnik                    | Konkurencja | Wynik   | Pozycja | Źródło |
| --------------------------- | ----------- | ------- | ------- | ------ |
| Bat-Otschiryn Ser-Od        | maraton     | 2:11:39 | 26.     | [ 1 ]  |
| Gantulga Dambaddarjaa       | maraton     | DNF     | DNF     | [ 1 ]  |
| Tseveenravdangiin Byambajav | maraton     | 2:14:44 | 42.     | [ 1 ]  |

### Kobiety
| Zawodniczka             | Konkurencja | Finał   | Finał   | Źródło |
| Zawodniczka             | Konkurencja | Wynik   | Pozycja | Źródło |
| ----------------------- | ----------- | ------- | ------- | ------ |
| Bayartsogtyn Mönkhzayaa | maraton     | 2:46:09 | 30.     | [ 2 ]  |